# 웬트워스
《웬트워스》(영어: Wentworth)는 2013년부터 2021년까지 방영된 오스트레일리아의 텔레비전 드라마이다.